# 1926年の相撲
1926年の相撲（1926ねんのすもう）は、1926年の相撲関係のできごとについて述べる。
1925年-1926年-1927年

## できごと
1月場所より賜杯授与を開始。吸収合併で消滅する大阪相撲は最後の3月場所を台湾で実施、終了後に更に島内で8日間巡業を行った。
大坂相撲からの力士の技量審査として東西合同の場所が開かれ、その結果が翌1927年1月場所の番付に反映された。

## 台覧相撲
- 1月20日 - 両国国技館にて、恒徳王、永久王、李堈が1月場所7日目を台覧[1]。
- 1月24日 - 両国国技館にて、邦英王、孚彦王、正彦王が1月場所千秋楽を台覧[1]。
- 5月23日 - 両国国技館にて、孚彦王、正彦王、邦英王、永久王が5月場所千秋楽を台覧[2]。

## 本場所
- 1月場所（大阪相撲）[1]
  - 興行場所:台北
  - 1月13日より10日間興行
- 1月場所（東京相撲）[3]
  - 興行場所:両国国技館
  - 1月14日より11日間興行
  - 112対90で西方勝利。旗手は常陸岩英太郎。個人優勝は常ノ花寛市。
- 第1回東西連盟大相撲（後半）[4]
  - 興行場所:大阪市扇町公演
  - 3月12日より晴天11日間興行
- 5月場所（東京相撲）[5]
  - 興行場所:両国国技館
  - 5月13日より11日間興行
  - 118対75で西方勝利。旗手は大蛇山酉之助。個人優勝も大蛇山。
- 第2回東西連盟大相撲[6]
  - 興行場所:天王寺区大軌電鉄停留所前空地
  - 10月8日より晴天11日間興行
  - 96対57で西方勝利。旗手は錦洋与三郎。個人優勝は常ノ花寛市。

## その他相撲披露
- 11月2日-3日 - 明治神宮体育大会選士権競技 - 優勝は常ノ花寛市[7]。

## 誕生
- 1月1日 - 鳴門海一行（最高位：前頭筆頭、所属：春日野部屋、+ 2010年【平成22年】）[8]
- 1月8日 - 筑後山一政（最高位：十両2枚目、所属：立浪部屋、+ 1978年【昭和53年】）
- 2月5日 - 星甲良夫（最高位：前頭4枚目、所属：井筒部屋、+ 2000年【平成12年】）[9]
- 3月10日 - 白龍山慶祐（最高位：前頭12枚目、所属：伊勢ヶ濱部屋→荒磯部屋、+ 1968年【昭和43年】）[10]
- 3月27日 - 神雷龍之助（最高位：十両12枚目、所属：伊勢ヶ濱部屋→荒磯部屋、+ 1984年【昭和59年】）
- 4月28日 - 津軽冨士節三（最高位：十両13枚目、所属：高嶋部屋）
- 5月5日 - 秀湊忠司（最高位：前頭17枚目、所属：出羽海部屋、+ 1995年【平成7年】）[11]
- 5月20日 - 梅錦寅之介（最高位：前頭20枚目、所属：高嶋部屋、+ 1977年【昭和52年】）[12]
- 5月28日 - 泉州山久義（最高位：十両2枚目、所属：春日野部屋）
- 6月2日 - 千代の山雅信（第41代横綱、所属：出羽海部屋、+ 1977年【昭和52年】）[13]
- 6月8日 - 櫻國輝男（最高位：前頭11枚目、所属：伊勢ヶ濱部屋→荒磯部屋、+ 没年不明）[10]
- 6月19日 - 大内山平吉（最高位：大関、所属：双葉山道場→時津風部屋、+ 1985年【昭和60年】）[14]
- 8月30日 - 赤城山晃（最高位：十両10枚目、所属：双葉山道場→時津風部屋、+ 1990年【平成2年】）
- 12月7日 - 7代式守錦之助（元・三役格行司、所属：浦風部屋→伊勢ヶ濱部屋、+ 1995年【平成7年】）

## 死去
- 4月5日 - 梅ノ花市五郎（最高位：前頭4枚目、所属：雷部屋、* 1887年【明治20年】）[15]
- 5月30日 - 槍ヶ嶽峯五郎（最高位：前頭9枚目（現役没）、所属：熊ヶ谷部屋→出羽海部屋、* 1896年【明治29年】）[16]
- 6月28日 - 狭布里錦太夫（最高位：前頭3枚目、所属：伊勢ノ海部屋、* 1859年【安政6年】）
- 8月5日 - 桂山勘五郎（最高位：前頭6枚目、所属：尾車部屋、* 1882年【明治15年】）[17]
- 12月11日 - 福柳伊三郎（最高位：関脇（現役没）、所属：出羽海部屋、* 1893年【明治26年】）[18]
- 12月23日 - 大岬伝左衛門（最高位：十両筆頭、所属：二十山部屋、* 1893年【明治26年】）
- 12月30日 - 初代海山太郎（最高位：前頭筆頭、所属：玉垣部屋、* 1854年【嘉永7年】）